# Häktet Sollentuna

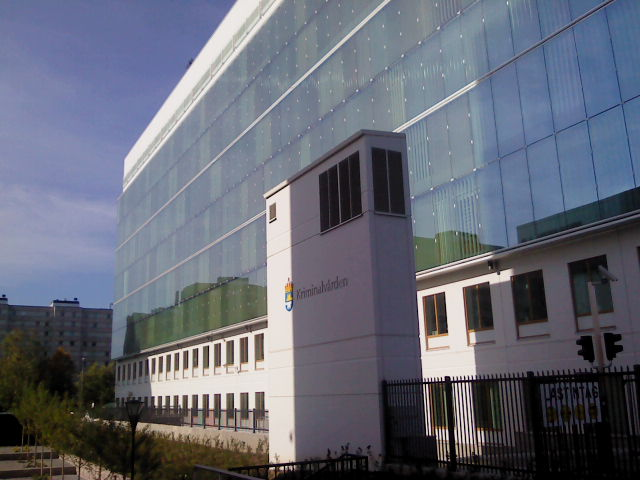
Häktet Sollentuna sett från söder.

Häktet Sollentuna är ett häkte i Sollentuna centrum, som öppnade våren 2011. Häktet är tillsammans med frivården, närliggande Attunda tingsrätt och polisen del av Rättscentrum Sollentuna. Häktet Sollentuna har 273 ordinarie platser och 4 beredskapsplatser. 78 av platserna är dubbelbeläggningar.